# 舞蹈室

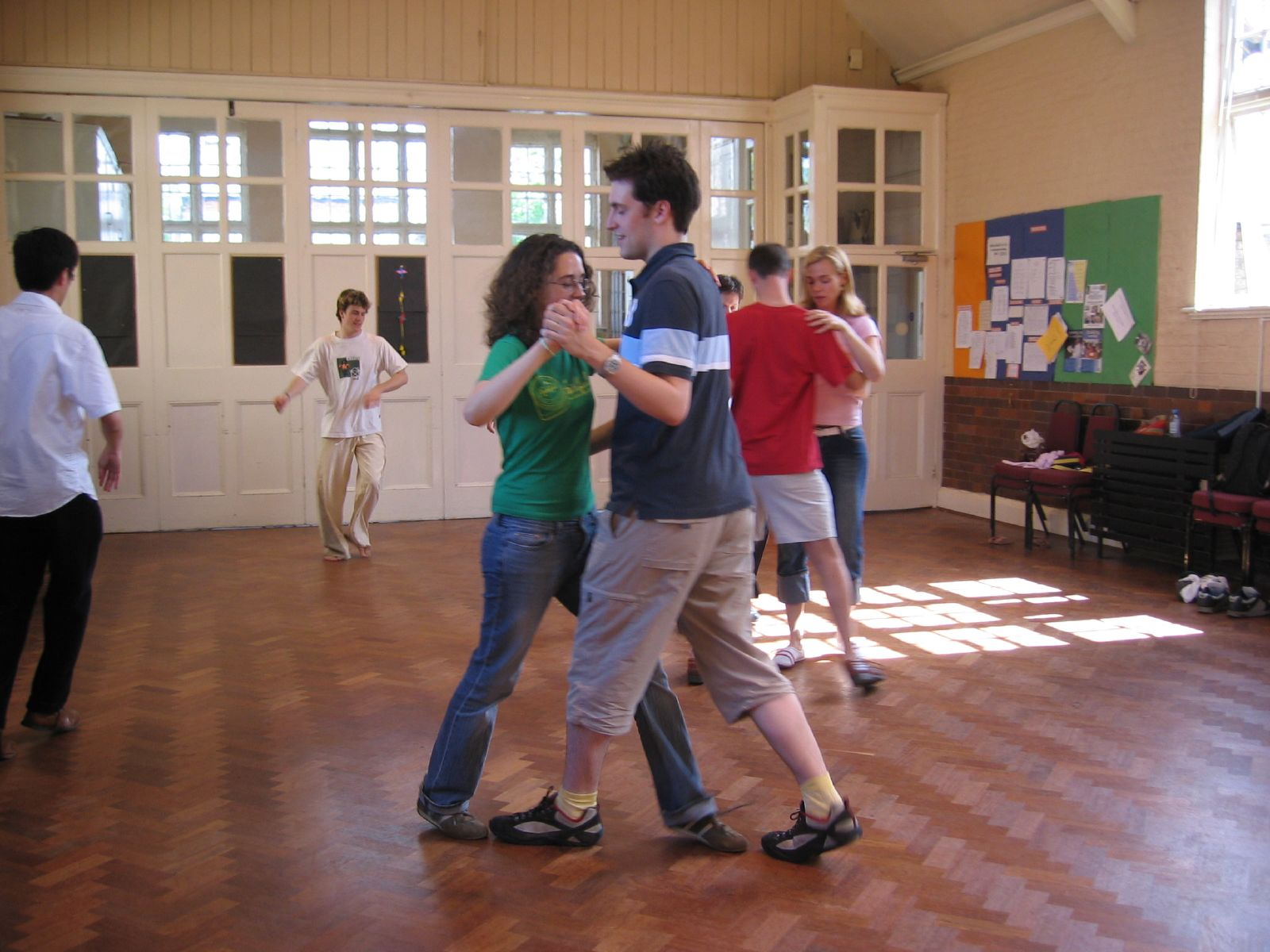
劍橋的一間舞蹈房

舞蹈室又稱舞蹈房，是舞者学习跳舞或排练舞蹈的空间或房間。舞蹈室室內通常有光滑的地板，如果要在室內跳踢踏舞，则舞蹈室則會配備硬木地板。